# 卢卡·托尼
卢卡·托尼（義大利語：Luca Toni，1977年5月26日—），前意大利足球運動員，司職前鋒，最後效力維羅納。東尼曾於2005至06年意大利甲組足球聯賽射入31球而獲得歐洲金靴獎，亦是意甲近50年來首位射入30球以上的球員。他亦是2006年世界盃冠軍隊成員。

## 生涯

### 球會
東尼是一名大器晚成的球員。由意丙展開成名之路的他，第一間職業球會是於意丙的摩德納，效力兩季中上陣聯賽32場，僅得7個入球。
後來，東尼先後效力恩波利、費奧倫佐拉、洛迪加尼與泰列維素等小型球會。2000-01年球季，東尼轉會至當時的意甲球會維琴察，正式首次踢甲組。由於該球會實力不足，最終保不住甲組席位。東尼就在該年轉會至佈雷西亞，兩季後再轉會至巴勒莫。
在巴勒莫時東尼在意乙上陣了45場入31球，成為乙組聯賽神射手，更協助球會升上意甲。在意甲時托尼攻入20球，不僅打破了他於意甲的入球紀錄，更為球會得到第6名，首次得到參加歐洲足協杯的機會。2005年夏季，東尼轉會至意甲的費倫天拿。
2005-06年球季乃東尼職業生涯中最成功的球季，個人攻入31球，打破了意甲球員入球最高紀錄，並協助費倫天拿奪得聯賽第四名成績，嬴來重返意甲的首張歐洲聯賽冠軍杯外圍賽的入場券，當屆他亦獲得了歐洲金靴獎。
世界盃後東尼已受到意甲各大球會的招攬，同時也有英超和西甲大球會斟介，如曼聯和皇馬。2007年5月30日，德國勁旅拜仁慕尼黑會長路明尼加正式宣佈與東尼簽約4年，轉會費約為1100萬歐元。
2007-08年度，東尼在拜仁慕尼黑是球隊重要的得分前鋒，在德甲攻入24球，歐洲足協杯攻入10球，德國足協杯攻入5球，他的能力得到教練希斯菲特的認同，為球隊爭回歐洲冠軍聯賽的參賽資格、德甲冠軍、德國足協杯冠軍和德國聯賽盃冠軍，可惜在歐洲足協杯四強不敵辛尼特。在拜仁慕尼黑的後期，與當時的領隊雲高爾不和，關係惡化，因此盛傳會被賣走。
2009年12月31日，意甲球隊羅馬官方正式宣佈，東尼將以租借的形式加盟羅馬，租借期從2010年的1月2日到6月30日。在羅馬的租借期滿後，東尼于2010年7月1日正式簽約意大利球隊熱那亞。
2011年1月7日，意甲球隊祖雲達斯官方宣佈，托尼免費加盟祖雲達斯。在祖雲達斯首半個賽季，作為替補球員表現可圈可點。他在聯賽中出場14次共計535分鐘，收穫兩個進球兩次助攻，並在賽季結束時隨隊獲得聯賽第7名。在2011-12年度的上半賽季，東尼在聯賽中未獲得一次上場機會，並於冬季轉會期加盟阿聯酋聯賽。。
2012年夏季轉會窗結束前他回到意甲費倫天拿，將披上30號球衣作賽。

### 國家隊
由於過去只在乙、丙組聯賽打起，東尼要到2004年才獲得國家隊垂青，在2006年世界盃外圍賽上陣，屢有斬獲。其中在2005年9月7日對白俄羅斯一役，東尼便上演了帽子戲法，以4比1大勝。
2006年世界盃決賽週，東尼被召入了意大利。該屆他入球量並不多，只有在八強賽對烏克蘭作賽時攻入了兩球，是他於該屆世界盃中僅得的兩球。雖然如此，他依然成為了意大利奪冠功臣。

## 榮譽
- 德國聯賽杯冠軍：2007
- 德甲聯賽冠軍：2007-08
- 德國杯冠軍：2008
- 德甲聯賽神射手：2007-08
- 世界盃冠軍：2006
- 意乙聯賽神射手：2003-04
- 歐洲金靴獎：2005-06
- 意甲聯賽神射手 : 2005-06,2014-15